# Федерален резерв
Федералният резерв (на английски: Federal Reserve System, Federal Reserve; неформално Fed, на български: Фед) е централната банкова система на САЩ, основната институция, която определя паричната политика на Съединените американски щати.
Федералният резерв е създаден с приемането на закона за Федералния резерв от Конгреса на САЩ на 23 декември 1913 г. и ратифициран от президента Удроу Уилсън. Той представлява сложна система, включваща елементи с частно и държавно участие, и като институция е независим от американското правителство. Федералният резерв отчита дейността си пред Конгреса на САЩ и се контролира от него чрез седемчленен Управителен Съвет, членовете на който се предлагат от Президента и се утвърждават с гласуване на Сената. Федералният резерв има право да емитира американския долар. Годишните приходи от системата на Федералния Резерв се внасят в Държавната хазна на САЩ, след покриване на разходите на банките-партньори и заплащане на 6% дивиденти на акционерите.

## Устройство и функции
Според Съвета на управителите на Федералния резерв той има за цел:
1. провеждане на националната монетарна политика чрез въздействие върху монетарните и кредитни условия в икономиката, в преследване на максимална заетост, стабилни цени и умерени дългосрочни лихви;
2. контрол и регулиране на банковите институции, за да се осигури стабилността на банковата и финасова система и защитят правата на вложителите;
3. поддържане стабилността на финансовата система и рисковете свързани с финансовите пазари;
4. осигуряване на финансови услуги на кредитните институции, американското правителство, включително играейки главна роля в управлението на националната система за разплащания.

Федералната резервна система (ФРС) се състои от Съвет (борд) на управителите, 12 регионални резервни банки и техните клонове, Федерален съвет за операции на открития пазар. Още няколко допълнителни консултативни съвета подпомагат Борда на управителите в неговата дейност.
Всички национални банки са длъжни да участват във ФРС, а щатските банки могат да се включат, ако отговарят на определени изисквания. Членуващите във ФРС банки контролират по-голямата част от банковите депозити в страната.
Всяка банка член притежава определен брой акции от капитала на съответната регионална банка на Федералния резерв (те са непрехвърляеми и не удостоверяват право на собственост) и е длъжна да поддържа минимални резерви в нея. Размерът на тези резерви се определя от вида и размера на привлечените депозити. Всяка банка членка на ФРС извън горните изисквания е частна банкова институция, извършваща обичайната банкова дейност.
Дванадесетте регионални резервни банки са разпределени измежду дванадесет региона, на които е разделена цялата територия на САЩ. Те се намират в Бостън, Ню Йорк (най-голямата банка по своите активи и единствено овластена да извършва операции на открития пазар), Филаделфия, Кливланд, Ричмънд, Атланта, Чикаго, Сейнт Луис, Минеаполис, Канзас Сити, Далас и Сан Франциско. С разрешението на Борда на федералния резерв, регионалните банки могат да създават клонове в своите райони. Те се управляват от Съвет на директорите, повечето членове на който се назначават от съответната регионална банка.
Всяка резервна банка се управлява от Съвет на директорите, състоящ се от 9 директора – трима назначени от Федералния борд на управителите и шест от местните банки членки. Измежду състава си Съветът избира свой председател и назначава, и освобождава Президента и служителите на банката. От печалбата от своите операции резервните банки изплащат установения в закона 6-процентен дивидент на банките акционери, заделят резерви, а остатъка се превежда в Бюджета на САЩ.
Централна роля във ФРС играе Съвет на управителите. Той има седмина членове, назначавани от президента и утвърждавани от Сената за 14-годишен мандат. Членовете се избират само за един мандат, но Управител, който е бил назначен да довърши непълен мандат, може да бъде назначен за още един мандат. Президентът назначава два от членовете на Борда за председател и зам.-председател с 4-годишен мандат.
Главна задача на Съвета на управителите е формулирането на монетарната политика. Седмината члена на Съвета на управителите са мнозинство в 12-членния Федерален комитет за операциите на открития пазар наред с останалите петима, които се избират от резервните банки. Един от тези петима члена е задължително Президента на резервната банка на Ню Йорк, а президентите на другите резервни банки заемат останалите четири места на ротационен принцип на годишна база. Според Закона ФКООП сам определя своята организация и избира ръководството си. Традиционно председателят на Съвета на управителите на ФРС е избиран и за председател на ФКООП, а президентът на Резервната банка на Ню Йорк за заместник-председател. По закон ФКООП се събира най-малко четири пъти годишно във Вашингтон, но от 1981 г. се организират осем редовни срещи годишно през пет до осем седмици. Срещите са закрити за обществеността.
Преди всяко събиране на Съвета неговите служители изготвят писмени доклади за миналото и бъдещото икономическо развитие, които доклади са разпращат до членовете на съвета и до президентите на резервните банки. На самото заседание служителите изнасят устни доклади върху настоящата и бъдеща бизнес ситуация, върху състоянието на националните и международни финансови пазари. В последващата дискусия членовете обсъждат индикатори като: равнището на заплатите и цените, заетостта и продукцията, приходите и разходите на домакинствата, инвестициите, запасите, лихвите, фискалната политика и кредитните агрегати. Всеки от присъстващите изразява неговите виждания по текущото състояние на икономиката и подходящата насока за монетарна политика. Накрая Съвета постига консенсус по политиката и съставя директива, която се изпраща на Федералната резервна банка на Ню Йорк за изпълнение при провеждането на ежедневните операции на открития пазар.

## След Втората световна война
През 50-те и 60-те години обаче страните от Западна Европа обръщат предишната си проинфлационна политика и се връщат към поддържането на стабилни и неинфлационни пари. Западна Германия, Франция и Швейцария увеличават исканията си за обмяна на доларови резерви в злато, което бързо започва да изтича от САЩ. За да задържи цената на златото на фиксираното ниво САЩ започват да продават злато срещу долари на свободните пазари в Лондон и Цюрих. Проинфлационната политика на Федералния резерв продължава да подкопава Бретънуудската система и през 1968 година е установена двойна система. Идеята е, че САЩ няма повече да поддържат долара и фиксираната цена от 35 $ за унция злато на свободните пазари, но от друга страна се запазва златно-доларовия стандарт между САЩ и централните банки на други страни, които могат да изискват обмяна на долари срещу злато по фиксирания курс. Неуспешните опити на САЩ да убеди чуждестранните централни банки да се въздържат от предявяване на доларовите си резерви за обмяна обрича и тази система на неуспех. На 15 август 1971 президентът Никсън обявява, че САЩ излизат от златния стандарт и преминават към система на фиатни пари (шокът Никсън). Така президентът де факто обявява национален банкрут и провал на страната си да посрещне международните си финансови ангажименти. Междувременно Конгресът на САЩ постепенно премахва всякакви законови рестрикции за Федералния резерв относно увеличението на паричната емисия.
По време на управлението на Картър (1977 – 1980) икономиката е в рецесия и инфлацията расте, достигайки рекордни нива на лихвите по заемите – 13,5% през 1981 г. Това води до обезценка на депозитите и е начало на криза в заемите и спестяванията. Инвестициите в инструменти с фиксирана възвръщаемост се оказват по-малко изгодни, а пазарите на държавни ценни книжа се оказват под натиск. За да овладее ситуацията, Картър назначава Пол Волкър за председател на Федералния резерв през август 1979. Волкър повишава лихвите по депозитите, за да забави икономиката и да намали инфлацията и успява, но само наполовина, тъй като се стига до стагфлация, когато икономиката е забавена и безработицата се е увеличила, без да се намали инфлацията.
Затова през октомври 1979 г. в паричната политика на Федералния резерв настъпва обрат. Кейнсианството се превръща в маргинална теория, като отстъпва място на либералните и не-интервенционистки възгледи на монетаризма. Като основна дестабилизираща сила се посочва инфлацията и стопанската политика се ориентира еднозначно за борба с нея. Така стагфлационната криза приключва, като инфлацията, спада до 3,2% през 1983 г.

## Критика
Системата на Федералния резерв е търпяла много критики от основаването си през 1913 г. Сред основните обвинения са твърденията, че Федералният резерв нарушава Конституцията на САЩ и че възпрепятства икономическия просперитет. Други твърдения са, че системата на Федералния резерв функционира като частни корпорации с частно финансиране. През годините е имало опити да се одитира Федералният резерв и дори се стига до гласуване на закон от Камарата на представителите през 2012 г.